# Florian Bullo
Florian Bullo – szwajcarski strzelec, mistrz świata.
Bullo raz w swojej karierze stanął na podium mistrzostw świata. Miało to miejsce w Grenadzie w 1933 roku, gdzie wraz z kolegami z reprezentacji zwyciężył w pistolecie dowolnym z 50 m (skład drużyny: Ernst Andres, Florian Bullo, Ernst Flückiger, Severin Crivelli, Wilhelm Schnyder). 

## Medale mistrzostw świata
Opracowano na podstawie materiałów źródłowych:
| Mistrzostwa  | Konkurencja                       | Wynik             | Miejsce |
| ------------ | --------------------------------- | ----------------- | ------- |
| Grenada 1933 | Pistolet dowolny, 50 m, drużynowo | 2587 pkt. (druż.) |         |